# Ciklopropén
A ciklopropén szerves vegyület, telítetlen gyűrűs szénhidrogén, a legegyszerűbb cikloalkén. Színtelen gáz, képlete C3H4. Mivel gyűrűje nagy mértékben feszült, rendkívül reakcióképes és előállítani sem könnyű. Számos, a kémiai kötés és reakciókészség alapjait vizsgáló tanulmánynak tárgya volt. A természetben nem fordul elő, de ismertek egyes, zsírsavakban megtalálható származékai. 

## Szerkezete és kötésrendszere
Molekulája háromszöges szerkezetű. A kettős kötés (az egyszeres kötésnél) rövidebb volta miatt a molekulában a kötésszög – a ciklopropánban található 60°-hoz képest – a kettős kötéssel szemközt mintegy 51°-ra csökken. A gyűrűben a szén–szén-kötés p-karaktere – a ciklopropánhoz hasonlóan – a vártnál nagyobb: az alkén szénatomok sp2,68 hibridizációt mutatnak.

## A ciklopropén és származékainak szintézise

### Kezdeti szintézisek
Első, igazolt szintézisét Dem'yanov és Doyarenko valósította meg trimetilciklopropil-ammónium-hidroxid 320–330 °C-on, CO2 atmoszférában, platinával bevont agyag felett végzett hőbontásával. A reakcióban főként trimetil-amin és dimetilciklopropil-amin keletkezik, és csak 5%-ban ciklopropén. Ugyancsak előállítható – mintegy 1%-os hozammal – a cikloheptatrién és dimetil-acetiléndikarboxilát adduktumának hidrolízisével.

### Modern, allil-kloridokból kiinduló szintézisek
Az allil-klorid nátrium-amiddal kezelve 80 °C-on dehidrohalogénezést szenved, melynek során mintegy 10%-ban ciklopropén keletkezik.
CH2=CHCH2Cl  +  NaNH2  →  C3H4 (ciklopropén)  +  NaCl  +  NH3
A reakció fő mellékterméke az allil-amin. Ha az allil-kloridot 45-60 perc alatt adagolják be forrásban levő toluolban oldott nátrium-bisz(trimetilszilil)amid)hoz, akkor a kívánt vegyület kitermelése kb. 40%-os, és tisztasága is javul:
CH2=CHCH2Cl + NaN(TMS)2 → C3H4 (ciklopropén)  +  NaCl  +  NH(TMS)2
Hasonlóan szintetizálható az 1-metilcoklopropén is metilallil-kloridból, fenil-lítium bázissal, de szobahőmérsékleten:
CH2=C(CH3)CH2Cl  +  LiC6H5 → CH3C3H3 (1-metilciklopropén)  +  LiCl  +  C6H6

### Származékok szintézise
A nitrociklopropánok nátrium-metoxidos kezelése eliminálja a nitritet, így a megfelelő ciklopropén-származékot kapjuk.[forrás?] A tisztán alifás ciklopropének első szintézisét a karbének rézzel katalizált alkinekre történő addíciója jelentette. Rézkatalizátor jelenlétében az etil-diazoacetát acetilénekkel ciklopropének keletkezése közben reagál. Ugyanezzel a módszerrel 2-butinból 1,2-dimetilciklopropén-3-karboxilát állítható elő. Ezen reakciók katalizátoraként a rezet főként réz-szulfát és rézpor formájában alkalmazzák, de ródium(II)-acetát is használható. A diklórkarbén tetraklóretilénre történő addíciójának tetraklórciklopropén a terméke.

## Reakciói
A ciklopropén vizsgálata főként a nagy gyűrűfeszültség hatásainak tanulmányozására irányul. 425 °C-on a ciklopropén metilacetilénné (propin) izomerizálódik.
C3H4  →  H3CC≡CH
Ha −36 °C-on (elméletileg jósolt forráspontján) a ciklopropén frakcionált desztillációjával próbálkoznak, polimerizál. Ennek mechanizmusa feltehetően gyökös láncreakció, a kapott termék pedig – NMR-spektruma alapján – vélhetően policiklopropán.
Ciklopentadiénnel Diels–Alder-reakcióban endo-triciklo[3.2.1.02,4]okt-6-én terméket képez. Ezt a reakciót gyakran használják annak ellenőrzésére, hogy a szintézise során csakugyan keletkezett ciklopropén.

## Fordítás
Ez a szócikk részben vagy egészben  a   Cyclopropene című angol Wikipédia-szócikk ezen változatának fordításán alapul.  Az eredeti cikk szerkesztőit annak laptörténete sorolja fel. Ez a jelzés csupán a megfogalmazás eredetét és a szerzői jogokat jelzi, nem szolgál a cikkben szereplő információk forrásmegjelöléseként.